# Joe Davis
Joe Davis (ur. 15 kwietnia 1901 w Whitwell, zm. 10 lipca 1978 w Hampshire) – snookerzysta angielski, jeden z najwybitniejszych zawodników w historii snookera, piętnastokrotny mistrz świata; osiągał również dobre rezultaty w bilardzie.
Początkowo grał w bilard i był lokalnym mistrzem; od 1919 zajmował się bilardem zawodowo, debiutował w mistrzostwach świata w 1922, ale przegrał z Tomem Newmanem. Skoncentrował się później na grze w snookera, był jednym ze współorganizatorów pierwszych mistrzostw świata w 1927; zdobył tytuł mistrzowski i bronił go nieprzerwanie do 1946 (w latach 1941–1945 mistrzostw nie rozgrywano). Najbliższy pokonania Joe Davisa był jego młodszy brat, Fred, w finale w 1940.
W 1928 uzyskał jako pierwszy break 100-punktowy, a w 1955 wbił breaka maksymalnego, 147. Przekroczył w karierze barierę 100 punktów 687 razy. W 1962 wbity przez niego break 100 w meczu z Johnem Pulmanem był jednocześnie historycznym, pierwszym telewizyjnie udokumentowanym breakiem stupunktowym na świecie.
W 1946 postanowił zakończyć swoje starty w mistrzostwach świata. Pozostał popularnym zawodnikiem, często brał udział w meczach pokazowych. Oficjalnie zakończył karierę zawodniczą w 1964. Interesował się bieżącymi wydarzeniami snookerowymi, m.in. obserwował ostatni występ brata w półfinale mistrzostw świata w 1978; podczas tego meczu zasłabł i wkrótce zmarł.
W latach 1928, 1929, 1930 i 1932 zdobywał mistrzostwo świata w bilardzie zawodowym. W 1963 za wybitne osiągnięcia sportowe został odznaczony Orderem Imperium Brytyjskiego IV klasy (OBE).